# Kamseogo-Peulh
Ne doit pas être confondu avec Kamseogo.
Kamseogo-Peulh est une commune située dans le département du Yondé de la province de Koulpélogo dans la région du Centre-Est au Burkina Faso.